# Louis-Clitus-Honoré Delègue
Louis-Clitus-Honoré Delègue, francoski general, * 1878, † 1971.